# Ron Futcher
Ronald (Ron) Futcher (Chester, 25 september 1956) is een Engels voormalig voetballer die uitkwam voor NAC Breda. Hij speelde als aanvaller.